# 毛利宮彦
毛利 宮彦（もうり みやひこ、1887年（明治20年）8月25日 - 1957年（昭和32年）1月27日）は、日本の図書館学者、早稲田大学図書館員・講師。日本の図書館学の創成に大きく関わる草分けの1人であり、早稲田大学新図書館の設計図案を作成するなど図書館施設・設備にも高い関心を示した。

## 来歴
1887年8月25日、士族である毛利義保・鋺子の子として愛知県に生まれる。
1912年、早稲田大学大学部文学科英文学科第一部を卒業し、早稲田大学図書館の図書館員となる。1915年5月から1916年7月まで、図書館・大学研究室制度の研究のためにニューヨーク公共図書館附属ライブラリースクールに留学する。帰国した後、1916年10月9日から山形県山形市で開催された第11回全国図書館大会において「個人と公衆図書館」という演題で講演を行う。1917年、早稲田大学図書館を辞職し、1918年、大阪毎日新聞社に入社する。同社では、資料室書架の近代化、調査資料の整理、『毎日年鑑』の編纂等を担う。1926年、同社を退任する。
1928年、「図書館事業研究会」を主宰し、『図書館学講座』を発刊する。1942年、陸軍士官学校文庫の拡充のために教授嘱託として参画する。1950年、早稲田大学教育学部の講師となり、「図書館学」を担当する。
1957年1月27日、死去、享年69歳。

## 著作

### 著書

#### 単著
- 『図書の整理と運用の研究』図書館事業研究会〈図書館事業研究会叢書 第2〉、1936年6月。 NCID BN13574074。全国書誌番号:46066732。
- 『図書館学綜説 図書の整理と運用の研究』同学社、1949年12月。 NCID BN06811679。全国書誌番号:61005335。
  - 『図書館学綜説 図書の整理と運用の研究』（再版）同学社、1950年3月。 NCID BA31485702。
- 『図書館学序説』長谷川書房、1955年7月。 NCID BN02185354。全国書誌番号:55007560。

#### 編集
- 『簡明十進分類表並索引』（改訂増補版）図書館事業研究会、1940年12月。 NCID BA41624339。全国書誌番号:46000034。

#### 共著
- 田中敬、毛利宮彦『内外参考図書の知識』図書館事業研究会、1929年7月。 NCID BN01762951。全国書誌番号:52006810。
- 田中敬、毛利宮彦『内外参考図書の知識』図書館事業研究会、1930年7月。 NCID BN15294476。全国書誌番号:47012331。

### 論文
- 「最近の図書分類法の問題 1」『図書館雑誌』第43巻第10号、日本図書館協会、1949年10月、137-138頁、NAID 40002724739。
- 「最近の図書分類法の問題 2」『図書館雑誌』第43巻第11号、日本図書館協会、1949年11月、157-159頁、NAID 40002724671。
- 「図書分類法の指標」『図書館雑誌』第44巻第5号、日本図書館協会、1950年5月、3-5頁、NAID 40002724729。

## 図書館学講座（図書館事業研究会）
- 第1巻（1928年6月30日発行）
  - 『発刊に際して』（毛利宮彦）
  - 『図書館学の学としての可能性』（毛利宮彦）
  - 『図書の種別と規模・意義と目的』（毛利宮彦）
  - 『地方公共図書館の経営』（毛利宮彦）
  - 『近代的図書館の諸相』（ウヰリアム・エス・ラーネツド）
- 第2巻（1928年8月31日発行）
  - 『図書館の建設』（毛利宮彦）
  - 『児童図書館』（毛利宮彦）
  - 『図書館選択と思想問題』（今沢慈海）
  - 『小図書館の維持と経営』（伊東平蔵）
  - 『古本と図書費の利用法』（神代種亮）
- 第3巻（1928年10月31日発行）
  - 『図書館の経費』（毛利宮彦）
  - 『児童図書館（続）』（毛利宮彦）
  - 『郷土誌料の蒐集と整理』（波多野賢一）
  - 『古本と図書費の利用法』（神代種亮）
- 第4巻（1928年12月31日発行）
  - 『礼記子本疏義に就いて』（市島春城）
  - 『図書館の職員と事務』（毛利宮彦）
  - 『図書館教育の諸機関』（毛利宮彦）
  - 『本邦書誌学概要』（植松安）
  - 『書誌雑簏』（橘井清五郎）
  - 『古本と図書費の利用法』（神代種亮）
- 第5巻（1929年2月28日発行）
  - 『都名所図会の出版者』（和田万吉）
  - 『図書館の建築』（毛利宮彦）
  - 『本邦書誌学概要』（植松安）
  - 『著者記号法の研究』（波多野賢一）
  - 『書誌雑簏』（橘井清五郎）
- 第6巻（1929年4月30日発行）
  - 『故シヴアースについて』（今沢慈海）
  - 『図書館の器具』（毛利宮彦）
  - 『分館と配給機関』（毛利宮彦）
  - 『本邦書誌学概要』（植松安）
  - 『著者記号法の研究』（波多野賢一）
  - 『書誌雑簏』（橘井清五郎）
- 第7巻（1929年8月30日発行）
  - 『書誌雑簏』（橘井清五郎）
  - 『図書の選択と購入』（毛利宮彦）
  - 『図書解題の解題』（田中敬）
  - 『図書館協会と法人組織について』（波多野賢一）
  - 『定款問題についての一考察』（毛利宮彦）
- 第8巻（1929年11月30日発行）
  - 『書誌雑簏』（橘井清五郎）
  - 『図書の註文と受入』（毛利宮彦）
  - 『巡回文庫法』（毛利宮彦）
  - 『図書解題の解題』（田中敬）
  - 『定款問題と私の立場』（竹内善作）
- 第9巻（1930年3月20日発行）
  - 『目録応用の形勢』（市島春城）
  - 『図書の分類と記号』（毛利宮彦）
  - 『西洋書誌学要略』（橘井清五郎）
  - 『読書と図書の力』（田中敬）
  - 『続定款問題と私の立場』（竹内善作）
- 第10巻（1930年5月15日発行）
  - 『図書の配列と整頓』（毛利宮彦）
  - 『西洋書誌学要略』（橘井清五郎）
  - 『読書と図書の力』（田中敬）
- 第11巻（1930年11月25日発行）
  - 『書斎について』（市島春城）
  - 『目録の編成と記入』（毛利宮彦）
  - 『辞書体目録編纂規則』（毛利宮彦）
  - 『西洋書誌学要略』（橘井清五郎）
  - 『博物館的施設』（竹内善作）
- 第12巻（1931年3月15日発行）
  - 『終刊の辞』（毛利宮彦）
  - 『書斎について（続）』（市島春城）
  - 『参考事務の組織と実際』（毛利宮彦）
  - 『館内閲覧と館外貸出』（毛利宮彦）
  - 『西洋書誌学要略（続）』（橘井清五郎）
  - 『博物館的施設（続）』（竹内善作）